# Tibor Šagát
Tibor Šagát (* 17. prosince 1942 Čierny Balog) je slovenský lékař a bývalý politik, v roce 1994 a opět v letech 1998–2000 ministr zdravotnictví SR ve vládě Jozefa Moravčíka a první vládě Mikuláše Dzurindy, poslanec Národní rady SR, člen formací Demokratická únia Slovenska a DÚ, od roku 1998 platformy Slovenská demokratická koalícia, od roku 2000 člen SDKÚ.

## Biografie
V roce 1966 dostudoval Fakultu dětského lékařství Univerzity Karlovy v Praze. V roce 1980 obhájil dizertační práci a v roce 1985 se stal docentem pediatrie. Od roku 1966 pracoval jako sekundární lékař na dětském oddělení nemocnice s poliklinikou Brezno, v letech 1967–1969 byl obvodním dětským lékařem v Polomce, v období let 1969–1971 sekundárním lékařem na Klinice anesteziologie a resuscitace nemocnice s poliklinikou Ladislava Dérera v Bratislavě, pak v letech 1971–1987 pracoval na Katedře pediatrie v Institutu pro další vzdělávání lékařů a farmaceutů v Bratislavě a od roku 1987 do roku 1994 zastával post primáře ÚNZ HMB Dětské kliniky. V letech 1988–1993 byl ředitelem nemocnice s poliklinikou Ladislava Dérera v Bratislavě.
Ve vládě Jozefa Moravčíka byl za DEÚS od března do prosince 1994 ministr zdravotnictví SR. Za tuto stranu byl v slovenských parlamentních volbách roku 1994 zvolen do Národní rady SR. DEÚS se později transformovala do formace Demokratická únia. Poslanecký mandát obhájil v parlamentních volbách roku 1998, nyní za účelovou platformu Slovenská demokratická koalícia, do níž se sdružilo několik opozičních stran před volbami v roce 1998. V období říjen 1998 – červenec 2000 byl za SDK ministrem zdravotnictví SR v první vládě Mikuláše Dzurindy. V roce 2000 přešel do Dzurindovy strany SDKÚ. Na ministerský post rezignoval na nátlak Mikuláše Dzurindy kvůli chybám při organizování léčby slovenského prezidenta Rudolfa Schustera.
Je ženatý, má dvě děti.